# Кача-Чагардег
Кача-Чагардег (перс. كاچاچهارده) — село в Ірані, у дегестані Чагардег, у Центральному бахші, шагрестані Астане-Ашрафіє остану Ґілян. За даними перепису 2006 року, його населення становило 964 особи, що проживали у складі 329 сімей.

## Клімат
Середня річна температура становить 14,58 °C, середня максимальна – 28,56 °C, а середня мінімальна – 0,07 °C. Середня річна кількість опадів – 1200 мм.
| Клімат поселення                              | Клімат поселення | Клімат поселення | Клімат поселення | Клімат поселення | Клімат поселення | Клімат поселення | Клімат поселення | Клімат поселення | Клімат поселення | Клімат поселення | Клімат поселення | Клімат поселення | Клімат поселення |
| Показник                                      | Січ.             | Лют.             | Бер.             | Квіт.            | Трав.            | Черв.            | Лип.             | Серп.            | Вер.             | Жовт.            | Лист.            | Груд.            |                  |
| Середній максимум, °C                         | 9,09             | 9,29             | 11,84            | 17,90            | 21,86            | 25,50            | 28,56            | 28,20            | 25,16            | 21,30            | 16,93            | 12,56            |                  |
| Середня температура, °C                       | 4,58             | 4,78             | 7,32             | 13,39            | 17,35            | 21,00            | 24,19            | 23,82            | 20,79            | 16,90            | 12,56            | 8,20             |                  |
| Середній мінімум, °C                          | 0,07             | 0,27             | 2,82             | 8,89             | 12,84            | 16,50            | 19,82            | 19,45            | 16,41            | 12,52            | 8,19             | 3,84             |                  |
| Норма опадів, мм                              | 121              | 99               | 89               | 48               | 47               | 32               | 32               | 62               | 134              | 207              | 179              | 150              |                  |
| Середньомісячна швидкість вітру, м/с          | 2.30             | 2.40             | 2.41             | 2.34             | 2.34             | 2.50             | 2.60             | 2.30             | 2.10             | 2.10             | 2.00             | 2.12             |                  |
| Середньомісячна сонячна радіація, кДж/м²·день | 6883             | 8986             | 10976            | 15555            | 19783            | 21733            | 22384            | 18966            | 15465            | 10768            | 8609             | 6636             |                  |
| --------------------------------------------- | ---------------- | ---------------- | ---------------- | ---------------- | ---------------- | ---------------- | ---------------- | ---------------- | ---------------- | ---------------- | ---------------- | ---------------- | ---------------- |
| Джерело:                                      |                  |                  |                  |                  |                  |                  |                  |                  |                  |                  |                  |                  |                  |